# Giulio Cesare
Giulio Cesare in Egitto (títol original en italià, en català Giulio Cesare), Händel-Werke-Verzeichnis 17, és una obra dramaticomusical en tres actes composta el 1724 per Georg Friedrich Händel sobre un llibret en italià de Nicola Francesco Haym. Es va estrenar el 20 de febrer de 1724 al Her Majesty's Theatre de Ciutat de Westminster. Varen intervenir la famosa soprano Francesca Cuzzoni i el castrato Francesco Bernardi Senesino i fou un èxit immediat, un dels més grans de Händel.
Haym va utilitzar un llibret anterior de Giacomo Francesco Bussani, al qual havia posat música Antonio Sartorio (1676). L'argument es basa molt lliurement en l'arribada de Juli Cèsar a Alexandria després de la batalla d'Àccium i la seva relació amb Cleòpatra. Händel va veure en la història de la visita de Cèsar a Egipte el 48-47 aC una oportunitat per explorar dues fascinacions humanes sovint entrellaçades: la política i el sexe.
Giulio Cesare, un dels títols més populars del repertori barroc i també una de les òperes més conegudes de Händel, explica la lluita de poders d'una manera irònica i divertida. Aquesta versió de Händel s'allunya de les tragèdies històriques de Shakespeare Juli Cèsar i Antoni i Cleòpatra per concentrar-se en la relació d'amor i luxúria entre el dictador romà i Cleòpatra.

## Origen i context
La majoria d'autors creuen que el llibret de l'òpera de Händel és Nicola Francesco Haym, músic londinenc i coneixedor del món italià, tot i que es tracta d'una adaptació. Haym hàbilment va reelaborar un vell llibret que originalment havia estat escrit per Antonio Sartorio per a una producció a Venècia del 1677. A Haym se li coneixen, incloent aquesta, 24 adaptacions que va realitzar per a Händel. El seu treball es considera una veritable adaptació i no únicament una traducció del llibret original de Francesco Bussani, ja que, com es diu en l'article de Craig Monson, s'afegeix part de la veritable història del succés que s'intenta representar, a més d'eliminar parts que es creu formen part de la invenció de Bussani.
L'ús de llibrets preexistents era una pràctica habitual a Londres en aquell moment, tot i que s'adaptaven a les models actuals i als artistes intèrprets i es tallaven normalment en gran manera, sobretot pel que fa als recitatius. Les revisions del text també s'adaptaven a un públic que no era de parla italiana, però també hi havia un altre factor important. Un llibret del segle xvii d'Itàlia hauria estat dissenyat per als compositors que escrivien en un estil musical contemporani que era menys extens que el de Händel en la dècada del 1720, i podria tenir més de 40 àries: si es componia complet en l'estil posterior, aquesta hauria donat lloc a obres més enllà de la resistència dels cantants i la paciència de les audiències.
Era una pràctica habitual en Händel afegir una data de finalització de les seves principals partitures, utilitzant la ploma de tinta que amb la que acabava d'escriure els últims compassos de la música. Giulio Cesare, però, només té una anotació en llapis «Anno 1723». En qualsevol cas és segur que va compondre la majoria de l'òpera, si no tota, durant aquest any. El 1723 va ser un any ple d'esdeveniments per a Händel. Al febrer se li va concedir una segona pensió reial de £200 a l'any, pel que sembla vinculat a la seva nominació, en gran part honorífica, de Compositor de Música per a la capella real. El juny de 1723 arriba la primera evidència que ell exercia de forma regular com a mestre de música de les princeses reials, i al juliol es va traslladar a la casa al carrer Brook que seria la seva casa per la resta de la seva vida. Aquesta nova situació personal el van portar a treballar en un nivell més elevat, per a les tres primeres òperes que va escriure al carrer Brook (Giulio Cesare, Tamerlano i Rodelinda), més llargs i més ambiciosa que els seves predecessores.

## Representacions
Giulio Cesare va ser estrenada el 20 de febrer de 1724 al King's Theatre de Londres, tres dies abans del 39è aniversari de Händel. En aquells dies, el compositor estava ben establert a Londres centrat en l'òpera italiana: Giulio Cesare va ser la seva cinquena òpera llarga completada per a la Royal Academy of Music, la companyia d'òpera fundada el 1719. A la inauguració de la companyia, Händel havia estat nomenat «mestre de l'orquestra», però ell no era l'únic compositor de la casa. Durant les temporades de 1722-1723 i 1723-1724 Händel, Giovanni Bononcini i Attilio Ariosti van proporcionar tres òperes cada un, però Händel va sorgir com la figura dominant: les seves òperes van rebre un total de 35 actuacions en les dues temporades, mentre que els altres dos compositors es van quedar en 25 cada un. Giulio Cesare es va convertir immediatament en un gran èxit amb 13 actuacions el 1724, 10 actuacions en una reposició del següent any, i 11 en uns posterior de 1730.
A la popularitat de Giulio Cesare pot haver estat ajudat la circumstància que el personatge principal, a diferència de la resta de les moltes òperes, era familiar per al públic de Londres a través de l'associació amb la història britànica i amb l'obra de Shakespeare. En el primer recitatiu el llibretista va treballar una referència a la coneguda frase Veni, vidi, vici, que se suposava popularment que Cèsar hauria utilitzat després de la seva conquesta de la Gran Bretanya l'any 55 aC. De fet, la frase sembla haver-se originat segons Suetoni, després de la batalla de Zela en la qual va derrotar el Regne del Pont, a l'Àsia Menor; això va ocórrer al voltant d'un any després del període històric de l'activitat de Cèsar a Egipte (48-47 aC), que és l'objecte de l'òpera.
Gairebé immediatament va passar als teatres alemanys. Una fama particular varen aconseguir algunes de les seves pàgines, com l'ària de Cleòpatra Troppo crudeli siete, el dolor de Cornèlia i el duo amb el seu fill Sesto, o l'excepcional recitatiu dramàtic de Cèsar davant la tomba de Pompeu.
A Catalunya es va estrenar el 22 de desembre de 1964 al Gran Teatre del Liceu, i va ser la primera vegada que es va poder sentir una òpera de Händel al Liceu, encara que no a Barcelona, ja que el Teatre Tívoli havia representat Alcina el 1943.

## Estructura
La llista de números musicals segueix l'edició del segle xix de Friedrich Chrysander.
- Obertura

#### Act I

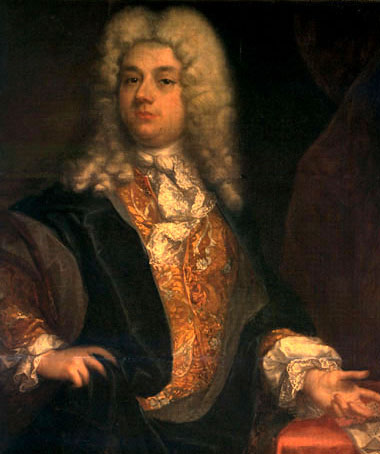
Senesino, que va crear el rol de Giulio Cesare

- 1. Cor – Viva il nostro Alcide Escena I
- 2. Ària (Cesare) – Presti omai l'egizia terra Escena I
- 3. Ària (Cesare) – Empio, dirò, tu sei, togliti Escena III
- 4. Ària (Cornelia) – Priva son d'ogni conforto, e pur speme Escena IV
- 5. Ària (Sesto) – Svegliatevi nel core, furie d'un alma offesa Escena IV
- 6. Ària (Cleopatra) – Non disperar; chi sa? se al regno Escena V
- 7. Ària (Tolomeo) – L'empio, sleale, indegno Escena VI
- 8. Recitatiu acompanyat (Cesare) – Alma del gran Pompeo Escena VII
- 9. Ària (Cesare) – Non è sì vago e bello il fior nel prato Escena VII
- 10. Ària (Cleopatra) – Tutto può donna vezzosa Escena VII
- 11. Arioso (Cornelia) – Nel tuo seno, amico sasso Escena VIII
- 12. Ària (Sesto) – Cara speme, questo core tu cominci a lusingar Escena VIII
- 13. Ària (Cleopatra) – Tu la mia stella sei Escena VIII
- 14. Ària (Cesare) – Va tacito e nascosto Escena IX
- 15. Ària (Achilla) – Tu sei il cor di questo core Escena XI
- 16. Duet (Cornelia, Sesto) – Son nata a lagrimar Escena XI

#### Act 2
- 17. simfonia Escena II
- 18. Simfonia Escena II

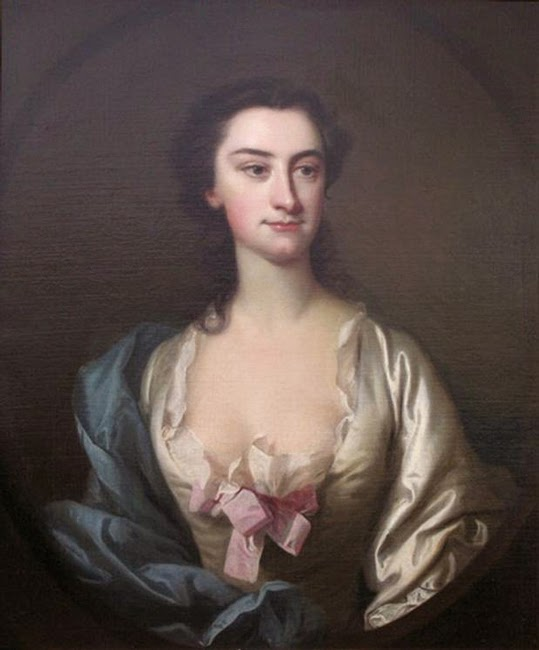
Francesca Cuzzoni, que va crear el rol de Cleòpatra

- 19. Ària (Cleopatra) – V’adoro pupille Escena II
- 20. Ària (Cesare) – Se in fiorito ameno prato Escena II
- 21. Arioso (Cornelia) – Deh piangete, oh mesti lumi Escena III
- 22. Ària (Achilla) – Se a me non sei crudele Escena IV
- 23. Ària (Tolomeo) – Sì spietata, il tuo rigore sveglia Escena IV
- 24. Ària (Cornelia) – Cessa omai di sospirare! Escena VI
- 25. Ària (Sesto) – L'angue offeso mai riposa Escena VI
- 26. Ària (Cleopatra) – Venere bella, per un istante Escena VII
- 27. Ària e Coro (Cesare) – Al lampo dell'armi / Morrà, Cesare, morrà Escena VIII
- 28. Recitatiu acompanyat (Cleopatra) – Che sento? Oh Dio! Escena VIII
- 29. Ària (Cleopatra) – Se pietà di me non senti Escena VIII
- 30. Arioso (Tolomeo) – Belle dee di questo core Escena IX
- 31. Ària (Sesto) – L'aure che spira tiranno e fiero Escena XI

#### Act 3

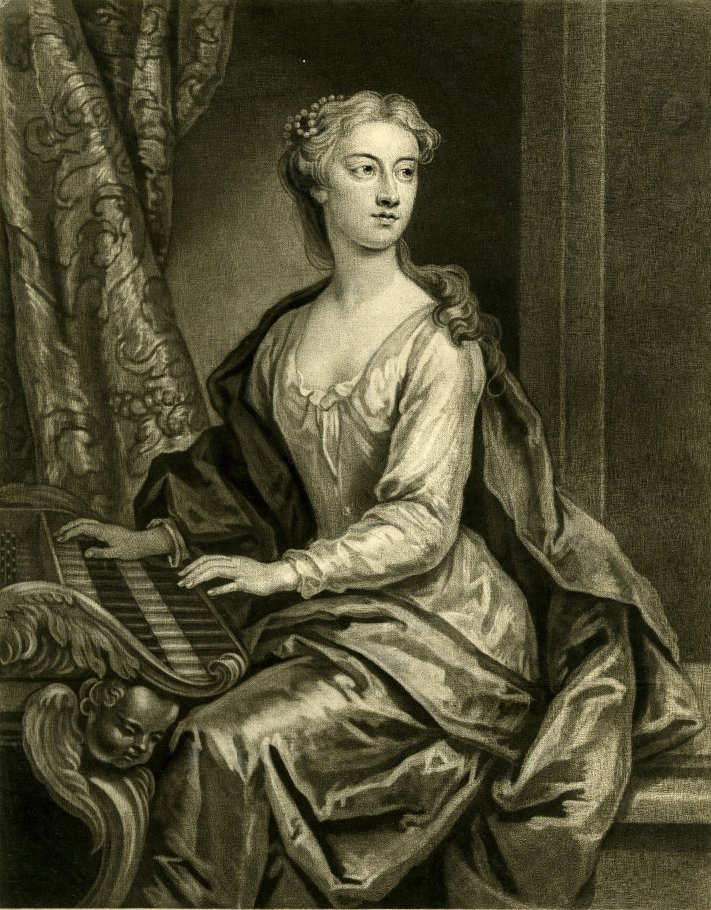
Anastasia Robinson, Comtessa de Peterborough, que va crear el rol de Cornèlia poc abans del seu retir, Museu Britànic

- 32. Ària (Achilla) – Dal fulgor di questa spada Escena I
- 33. Simfonia Escena II
- 34. Ària (Tolomeo) – Domerò la tua fierezza Escena II
- 35. Ària (Cleopatra) – Piangerò la sorte mia Escena III
- 36. Recitatiu acompanyat i Ària (Cesare) – Dall'ondoso periglio / Aure, deh, per pietà spirate Escena IV
- 37. Ària (Cesare) – Quel torrente, che cade dal monte Escena V
- 38. Ària (Sesto) – La giustizia ha già sull'arco Escena VI
- 39. Recitatiu acompanyat (Cleopatra) – Voi, che mie fide ancelle Escena VII
- 40. Ària (Cleopatra) – Da tempeste il legno infranto Escena VII
- 41. Aria (Cornelia) – Non ha più che temere quest’alma Escena IX
- 42. Simfonia/La Marche Escena X
- 43. Duet (Cleopatra, Cesare) – Caro! – Bella! – Più amabile beltà Escena X
- 44. Cor – Ritorni omai nel nostro core Escena X